# Maurener Berg
Maurener Berg ist ein Wohngebiet am Ortsrand der Stadt Ditzingen im Landkreis Ludwigsburg.

## Geschichte
Der Name Maurener Berg ist ein alter Flurname und leitet sich von dem weiter nördlich gelegenen Hofgut Mauer ab, das dort in früherer Zeit Besitz hatte. Er erscheint 1399 als uff murhaner berge, 1503 uff dem murer Berg, heute auch unter der Bezeichnung Maurenberg.
Die oberhalb des Glemstals gelegene Wohnsiedlung mit Häusern im Landhausstil und großzügigen Gartenanlagen entstand in der ersten Hälfte des 20. Jahrhunderts und ist der größte Wohnplatz Ditzingens außerhalb der geschlossenen Bebauung. Noch ohne förmliche Anerkennung wurde er schon im württembergischen Staatshandbuch von 1942 als Wohnplatz aufgeführt. Der Ditzinger Gemeinderat leitete per Beschluss vom 10. Januar 1961 das ordentliche Benennungsverfahren ein. Nach Zustimmung des Hauptstaatsarchivs, der Württembergischen Landesstelle für Volkskunde, des Statistischen Landesamts und des Landesvermessungsamts wurde die Ausweisung als Wohnplatz genehmigt und gemäß § 2 Abs. 4 der 1. Durchführungsverordnung zur Gemeindeordnung öffentlich bekanntgegeben.
Mit Ausdehnung der Wohnbebauung im sogenannten Haldengebiet rückte die überbaute Fläche zwischenzeitlich fast vollständig an den Maurener Berg heran.